# Norra Ingaröstrand
Norra Ingaröstrand är en bebyggelse på Ingarö i Värmdö kommun, Stockholms län. Fram till 2015 klassades bebyggelsen av SCB som en tätort (småort före 1995) med namnet Ingaröstrand. Vid avgränsningen 2015 lades denna bebyggelse samman med den i Fågelvik och Nykvarn samt Filan, Hanskroka och Skenora och SCB avgränsade för detta område en tätort om namnsattes till Norra Ingaröstrand och Skälsmara.

## Befolkningsutveckling
| Befolkningsutvecklingen i Ingaröstrand/Norra Ingaröstrand och Skälsmara 1990–2020                                                                                           | Befolkningsutvecklingen i Ingaröstrand/Norra Ingaröstrand och Skälsmara 1990–2020 | Befolkningsutvecklingen i Ingaröstrand/Norra Ingaröstrand och Skälsmara 1990–2020 | Befolkningsutvecklingen i Ingaröstrand/Norra Ingaröstrand och Skälsmara 1990–2020 | Befolkningsutvecklingen i Ingaröstrand/Norra Ingaröstrand och Skälsmara 1990–2020 |
| --- | --------------------------------------------------------------------------------- | --------------------------------------------------------------------------------- | --------------------------------------------------------------------------------- | --------------------------------------------------------------------------------- |
| |                                                                                   |                                                                                   |                                                                                   |                                                                                   |
| År |                                                                                   |                                                                                   | Folkmängd                                                                         | Areal (ha)                                                                        |
| 1990 | 1990                                                                              |                                                                                   | 120                                                                               | 84#                                                                               |
| 1995 | 1995                                                                              |                                                                                   | 208                                                                               | 102                                                                               |
| 2000 | 2000                                                                              |                                                                                   | 247                                                                               | 104                                                                               |
| 2005 | 2005                                                                              |                                                                                   | 290                                                                               | 105                                                                               |
| 2010 | 2010                                                                              |                                                                                   | 286                                                                               | 104                                                                               |
| 2015 | 2015                                                                              |                                                                                   | 791                                                                               | 454                                                                               |
| 2020 | 2020                                                                              |                                                                                   | 882                                                                               | 455                                                                               |
| Anm.: Ny tätort 1995. Omfattningen utökades 2015 att även omfatta området västerut (småorten Fågelvik och Nykvarn) och österut (Filan, Hanskroka och Skenora) # Som småort. |                                                                                   |                                                                                   |                                                                                   |                                                                                   |